# Le Val-Saint-Père
Le Val-Saint-Père település Franciaországban, Manche megyében. Lakosainak száma 1914 fő (2022. január 1.). Le Val-Saint-Père Avranches, Marcey-les-Grèves, Pontaubault és Saint-Quentin-sur-le-Homme községekkel határos.

## Népesség
A település népességének változása:
| Lakosok száma | 857  | 1594 | 1609 | 1812 | 1945 | 2017 | 2043 | 1971 | 1935 | 1914 |
|               | 1968 | 1982 | 1990 | 2006 | 2013 | 2015 | 2017 | 2019 | 2020 | 2022 |